# 2008年北京オリンピックの南アフリカ選手団
2008年北京オリンピックの南アフリカ選手団（2008ねんペキンオリンピックのみなみアフリカせんしゅだん）は、2008年8月8日から8月24日にかけて中国の北京を主として開催された2008年北京オリンピックの南アフリカ選手団、およびその競技結果。

## 概要
今大会は銀メダル1個を獲得した。

## メダル
| メダル | 選手名             | 競技 | 種目       |
| ------ | ------------------ | ---- | ---------- |
| 銀     | コッツォ・モコエナ | 陸上 | 男子走幅跳 |

## 陸上競技
- 男子
  - ルイス・J・ヴァンジル - 400mハードル 5位、4×400mリレー9位
  - ムブイレニ・ムラウジ - 800m 準決勝敗退
  - コッツォ・モコエナ - 走幅跳 銀メダル

## 水泳

### 競泳
- 男子
  - ローランド・スクーマン - 50m自由形 4位、4x100mフリーリレー 7位
  - キャメロン・ファンデルバーグ - 100m平泳ぎ 準決勝敗退、4×100mメドレーリレー 7位
- 女子
  - ナタリー・デュトワ - オープンウォータースイミング 16位

## ホッケー
- 男子（アフリカ大陸予選1位）
- 女子（アフリカ大陸予選1位）